# Медведев, Сергей Сергеевич (футболист)
Сергей Сергеевич Медведев (1911 или 1912, Санкт-Петербург, Российская империя — ?) — советский футболист, защитник. Мастер спорта СССР

## Биография
С 1930 года играл за команду ЛМЗ.
В 1936—1937 годах в составе «Сталинца» выступал в группе «Б» первенства СССР, в 1938—1940 за «Сталинец»/«Зенит» сыграл 70 игр в группе «А».
В 1946 году провёл 20 матчей за ленинградский «Спартак» и был уволен в течение сезона на нарушение дисциплины. Решением дисциплинарной комиссии Медведеву было запрещено играть в командах мастеров.